# 楊壽樞
楊壽樞（1863年8月19日—1944年），字蔭伯，一字蔭北，江蘇省金匱縣人，清朝及中华民国官员。

## 生平
生於同治二年七月初六日(1863年8月19日)由附貢生中式光緒十五年（1889年）己丑恩科順天鄉試舉人。
- 光緒十八年（1892年）四月報捐內閣中書，五月到閣。
- 光緒十九年（1893年）六月考取軍機章京。
- 光緒二十年（1894年）八月傳補軍機章京。
- 光緒二十三年（1897年）十一月因修輯檔案校勘出力，奏保免補本班，以侍讀遇缺即補。
- 光緒二十四年（1898年）七月因方略全書告成奏保免補侍讀，以郎中遇缺即補，籤分刑部直隸司行走。
- 光緒二十五年（1899年）昭信股票案內移獎花翎。
- 光緒二十六年（1900年）十一月奏補湖廣司郎中
- 光緒二十七年（1901年）六月試俸期滿，遵例捐免歷俸截取，經刑部堂官加具考語保送堪勝繁缺知府
- 光緒三十四年十二月十八日（1909年1月9日），以前領班章京候補五品京堂服闋，仍在領班章京上行走。[2]
- 宣統二年七月二十六日（1910年8月30日），以領班上行走前領班章京充補領班三品章京。[3]
- 宣統二年八月二十三日（1910年9月26日），以軍機處三品章京兼充憲政編查館總核。[4]
- 署光祿寺少卿
- 宣統三年，任慶親王內閣內閣制誥局局長。
- 民國五年（1916年）5月8日任參政院參政。[5]。
- 民國三十三年（1944年）卒，年八十二，諡簡慎[6][7].

## 家族
父直隸長蘆鹽運使楊宗濂，兄度支部尚書楊壽枏。